# Distrito de Peqin
El distrito de Peqin (en albanés: Rrethi i Peqinit) es uno de los 36 distritos de Albania. Con una población aproximada de 33000 (2004) y una superficie territorial 191 km², se ubica en la parte central del país, teniendo como capital a Peqin.